# Stadel (Holzheim)
Stadel ist ein Gemeindeteil der Gemeinde Holzheim im Landkreis Donau-Ries (Regierungsbezirk Schwaben, Bayern).

## Geographie
Das Kirchdorf liegt direkt östlich von Holzheim im Tal der Kleinen Paar in Richtung Riedheim auf der Hochfläche des Unteren Lechrains der Aindlinger Terrassentreppe. Naturräumlich gehört es also zur Donau-Iller-Lech-Platte, die wiederum Teil des Alpenvorlandes ist, eine der Naturräumlichen Haupteinheiten Deutschlands.

## Geschichte

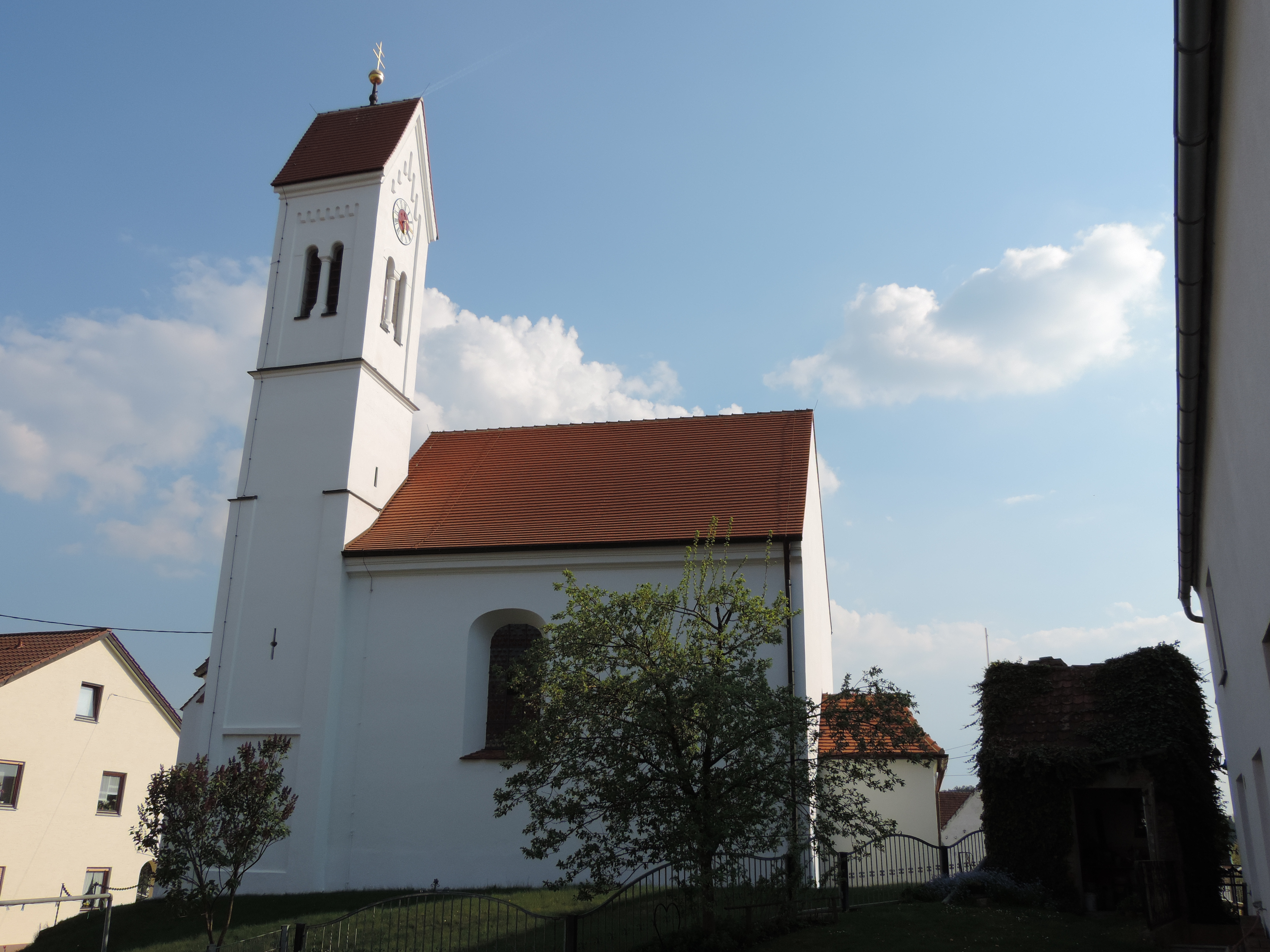
Filialkirche St. Nikolaus

Erstmals wird Stadel 1227 als Stadeln erwähnt, was so viel wie Holzscheunen bedeutet, später dann als Stedelen und schließlich Stadel. Der Ort wurde vom östlichen Nachbarort Riedheim aus besiedelt.

Die Besitztümer in Stadel waren über die Jahrhunderte sehr zersplittet: als Grundherren traten die Wittelsbacher, Donnersberger (bei Nordendorf), Graisbacher und die Klöster von Thierhaupten und Niederschönenfeld auf. Ab 1600 tauchten als Grundherren folgende auf: Hofmark Sandizell, Hofmark Pöttmes, Hofmark Unterbaar und die Hofmark Walda, außerdem die Pfarrpfründe Holzheim und die Filialkirche Stadel.

Die katholische Filialkirche Sankt Nikolaus gehört zur Pfarrei Mariä Himmelfahrt in Holzheim. Das Schiff mit Torbogen stammt aus dem 13. Jahrhundert, der Turm und der Chor aus dem 15. Jahrhundert.

Bis zum 30. Juni 1972 gehörte die selbstständige Gemeinde Stadel zum Landkreis Neuburg an der Donau und wurde dann im Zuge der Gebietsreform in Bayern dem Landkreis Donau-Ries, der bis zum 1. Mai 1973 die Bezeichnung Landkreis Nördlingen-Donauwörth trug, zugeschlagen. Die Eingemeindung von Stadel in die Gemeinde Holzheim erfolgte am 1. Januar 1976.

## Baudenkmäler
- Filialkirche Sankt Nikolaus[3]
- Dorfmühle von ca. 1700

## Politik
Der letzte Bürgermeister vor der Eingemeindung war Josef Säckler.